# Sabine Sutter-Suter

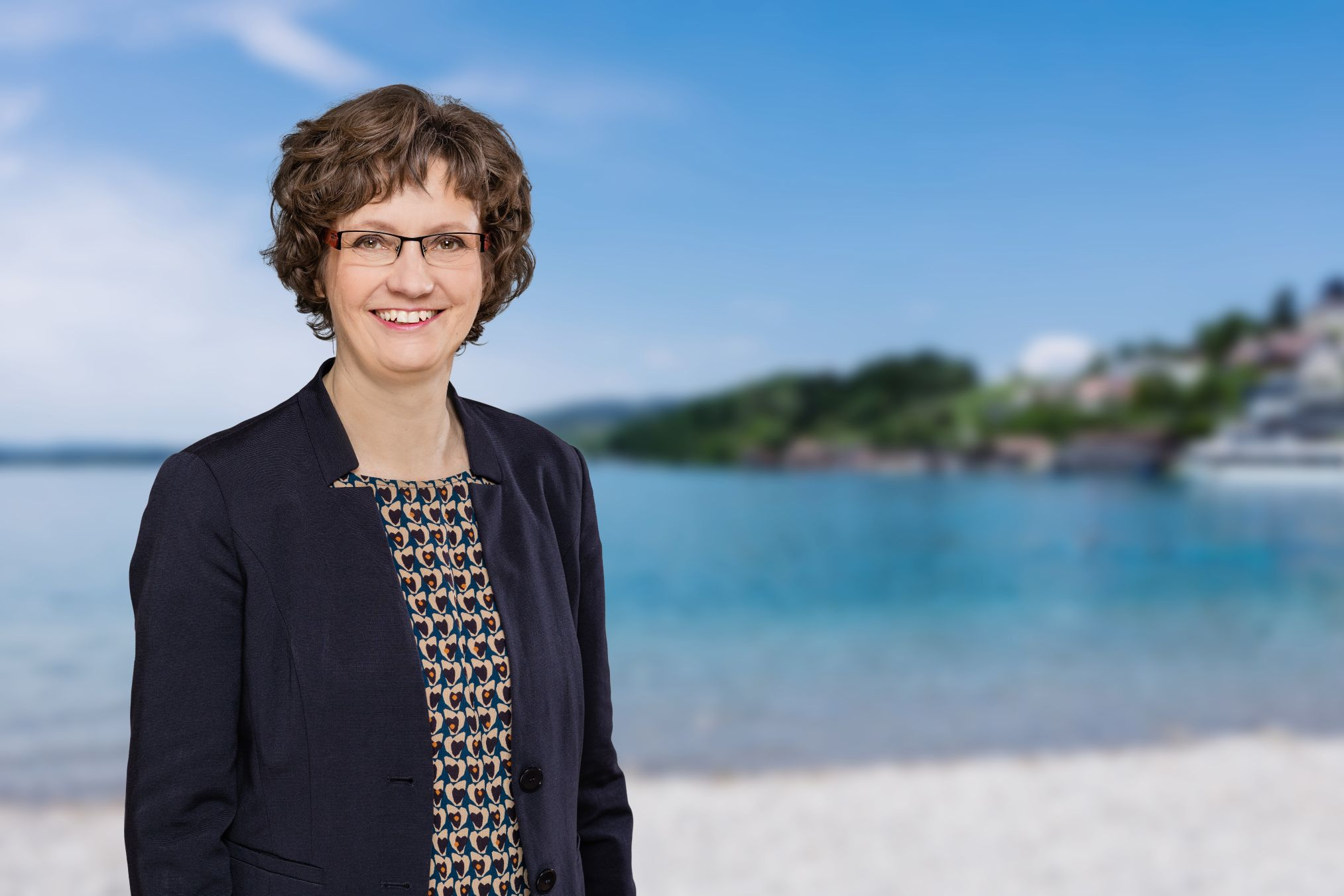
Sabine Sutter-Suter

Sabine Sutter-Suter (* 30. Oktober 1964) ist eine Schweizer Politikerin (CVP). Sie ist Unternehmerin und Grossrätin im Kanton Aargau.

## Politik
Von 2008 bis 2016 war Sabine Sutter-Suter im Einwohnerrat von Lenzburg und ab 2010 Mitglied der Geschäftsprüfungs- und Finanzkommission. 2019 kandidiert sie für den Nationalrat.
Sabine Sutter-Suter war von 2017 bis 2020 und ist wieder seit dem 12. Dezember 2023 Mitglied des Grossen Rates im Kanton Aargau, wo sie in verschiedenen Kommissionen gewirkt hat. Sie ist Präsidentin der CVP Frauen Aargau und im Vorstand der CVP Frauen Schweiz sowie in der Parteileitung der CVP Bezirkspartei Lenzburg und der CVP Ortspartei Lenzburg.
Ferner ist Sabine Sutter-Suter unter anderem Stiftungsratspräsidentin der Stiftung Orte zum Leben Aarau-Lenzburg, Präsidentin des Trägervereins familie+, Präsidentin von f-info Aargau und Vorstandsmitglied im Forum Sicherheit Schweiz.
Ihre Themenschwerpunkte sind die Gebiete Familien, Frauen und Finanzen. Ferner setzt sich Sabine Sutter-Suter für die Bereiche Umwelt und KMU ein. Sie unterstützt unter anderem die Konzernverantwortungsinitiative.

## Leben
Sabine Sutter-Suter ist studierte Betriebswirtschafterin HSLU/FHZ und diplomierte Wirtschaftsinformatikerin FH. Sie ist Unternehmerin und seit 2005 Inhaberin des IT-Beratungsunternehmen IBS Solutions Sutter. Im Jahr 2014 schloss sie das Masterstudium in Business Administration an der Hochschule Luzern mit dem Master of Science in Unternehmensentwicklung und Promotion ab.
Sabine Sutter-Suter wohnt in Lenzburg, ist verheiratet und Mutter zweier erwachsener Kinder.